# Convocazioni per la Coppa del Mondo di rugby 2007
La Coppa del mondo di rugby 2007 si è giocata in Francia tra il 7 settembre e il 20 ottobre 2007. Ciascuna delle 20 nazioni partecipanti doveva confermare la propria squadra di 30 uomini entro il 14 agosto. Il giocatore degli Stati Uniti Thretton Palamo, 18 anni quando sono state nominate le squadre e 8 giorni dopo il suo 19º compleanno quando ha fatto la sua unica apparizione nella competizione, è stato il più giovane ad aver mai preso parte a una fase finale della Coppa del Mondo.
Il simbolo  indica il capitano della squadra.
Il numero di caps corrisponde al numero di presenze in match ufficiali.

## Girone A

### Inghilterra
C.T.:  Brian Ashton
Lista dei convocati resa nota il 13 agosto 2007.
| Giocatore          | Posizione          | Data di nascita   | Caps | Club/provincia |
| ------------------ | ------------------ | ----------------- | ---- | -------------- |
| George Chuter      | Tallonatore        | 9 luglio 1976     | 12   | Leicester      |
| Lee Mears          | Tallonatore        | 5 marzo 1979      | 16   | Bath           |
| Mark Regan         | Tallonatore        | 28 gennaio 1972   | 37   | Bristol        |
| Perry Freshwater   | Pilone             | 27 luglio 1973    | 7    | Perpignano     |
| Andrew Sheridan    | Pilone             | 11 gennaio 1979   | 10   | Sale Sharks    |
| Matt Stevens       | Pilone             | 1 ottobre 1982    | 11   | Bath           |
| Phil Vickery       | Pilone             | 14 marzo 1976     | 53   | Wasps          |
| Steve Borthwick    | Seconda linea      | 12 ottobre 1979   | 28   | Bath           |
| Ben Kay            | Seconda linea      | 14 dicembre 1975  | 45   | Leicester      |
| Simon Shaw         | Seconda linea      | 28 gennaio 1972   | 36   | Wasps          |
| Martin Corry       | Terza linea ala    | 12 ottobre 1973   | 55   | Leicester      |
| Lewis Moody        | Terza linea ala    | 12 giugno 1978    | 45   | Leicester      |
| Tom Rees           | Terza linea ala    | 11 settembre 1984 | 5    | Wasps          |
| Joe Worsley        | Terza linea ala    | 14 giugno 1977    | 56   | Wasps          |
| Lawrence Dallaglio | Terza linea centro | 10 agosto 1972    | 79   | Wasps          |
| Nick Easter        | Terza linea centro | 15 agosto 1978    | 5    | Harlequins     |
| Andy Gomarsall     | Mediano di mischia | 24 luglio 1974    | 25   | Harlequins     |
| Shaun Perry        | Mediano di mischia | 4 maggio 1978     | 10   | Bristol        |
| Peter Richards     | Mediano di mischia | 10 marzo 1978     | 6    | London Irish   |
| Olly Barkley       | Mediano d'apertura | 28 novembre 1981  | 16   | Bath           |
| Jonny Wilkinson    | Mediano d'apertura | 25 maggio 1979    | 57   | Newcastle      |
| Toby Flood         | Mediano d'apertura | 8 agosto 1985     | 9    | Newcastle      |
| Mike Catt          | Tre quarti centro  | 17 settembre 1971 | 69   | London Irish   |
| Andy Farrell       | Tre quarti centro  | 30 maggio 1975    | 3    | Saracens       |
| Dan Hipkiss        | Tre quarti centro  | 4 giugno 1982     | 1    | Leicester      |
| Jamie Noon         | Tre quarti centro  | 9 maggio 1979     | 24   | Newcastle      |
| Mathew Tait        | Tre quarti centro  | 6 febbraio 1986   | 11   | Newcastle      |
| Mark Cueto         | Tre quarti ala     | 26 dicembre 1979  | 19   | Sale Sharks    |
| Josh Lewsey        | Tre quarti ala     | 30 novembre 1976  | 47   | Wasps          |
| Paul Sackey        | Tre quarti ala     | 8 novembre 1979   | 2    | Wasps          |
| Nick Abendanon     | Estremo            | 27 agosto 1986    | 2    | Bath           |
| Jason Robinson     | Estremo            | 30 luglio 1974    | 51   | Indipendente   |

### Samoa
C.T.:  Michael Jones
Lista dei convocati resa nota il 29 agosto 2007.
| Giocatore              | Posizione          | Data di nascita   | Caps | Club/provincia    |
| ---------------------- | ------------------ | ----------------- | ---- | ----------------- |
| Tani Fuga              | Tallonatore        | 14 luglio 1973    | 1    | Harlequins        |
| Mahonri Schwalger      | Tallonatore        | 15 settembre 1978 | 17   | Scarlets          |
| Silao Vaisola Sefo     | Tallonatore        | 15 gennaio 1979   | 0    | Alhambra          |
| Census Johnston        | Pilone             | 6 maggio 1981     | 11   | Saracens          |
| Kas Lealamanua         | Pilone             | 15 dicembre 1976  | 15   | Dax               |
| Na'ama Leleimalefaga   | Pilone             | 20 novembre 1987  | 1    | Montpellier       |
| Fosi Pala'amo          | Pilone             | 23 agosto 1976    | 1    | Leeds Tykes       |
| Muliufi Salanoa        | Pilone             | 16 agosto 1980    | 10   | Skopa             |
| Justin Va'a            | Pilone             | 26 luglio 1978    | 11   | Glasgow Warriors  |
| Leo Lafaiali'i         | Seconda linea      | 30 gennaio 1974   | 15   | Yokogawa          |
| Joe Tekori             | Seconda linea      | 17 dicembre 1983  | 4    | Castres           |
| Kane Thompson          | Seconda linea      | 9 gennaio 1982    | 5    | Dax               |
| Daniel Leo             | Terza linea ala    | 2 ottobre 1982    | 11   | Wasps             |
| Justin Purdie          | Terza linea ala    | 13 maggio 1980    | 3    | Dax               |
| Semo Sititi            | Terza linea ala    | 6 marzo 1974      | 27   | Docomo            |
| Ulia Ulia              | Terza linea ala    | 13 giugno 1980    | 9    | Marist St. Joseph |
| Henry Tuilagi          | Terza linea centro | 12 agosto 1976    | 4    | Perpignano        |
| Alfie To'oala          | Terza linea centro | 30 gennaio 1980   | 1    | Bristol           |
| Junior Poluleuligaga   | Mediano di mischia | 5 febbraio 1981   | 5    | Tolone            |
| Steven So'oialo        | Mediano di mischia | 11 maggio 1977    | 21   | Harlequins        |
| Loki Crichton          | Mediano d'apertura | 14 marzo 1976     | 8    | Worcester         |
| Eliota Fuimaono-Sapolu | Mediano d'apertura | 21 ottobre 1980   | 5    | Bath              |
| Brian Lima             | Tre quarti centro  | 25 gennaio 1972   | 27   | Indipendente      |
| Seilala Mapusua        | Tre quarti centro  | 27 febbraio 1980  | 9    | London Irish      |
| Jerry Meafou           | Tre quarti centro  | 22 aprile 1982    | 1    | Skopa             |
| Elvis Seveali'i        | Tre quarti centro  | 20 giugno 1978    | 19   | Sale Sharks       |
| Anitele'a Tuilagi      | Tre quarti centro  | 5 giugno 1986     | 9    | Leeds Tykes       |
| Lome Fa'atau           | Tre quarti ala     | 23 ottobre 1975   | 21   | Glasgow Warriors  |
| David Lemi             | Tre quarti ala     | 10 febbraio 1982  | 6    | Bristol           |
| Sailosi Tagicakibau    | Tre quarti ala     | 14 novembre 1982  | 8    | London Irish      |
| Alesana Tuilagi        | Tre quarti ala     | 24 aprile 1981    | 4    | Leicester         |
| Lolo Lui               | Estremo            | 4 gennaio 1982    | 7    | Moataa            |
| Gavin Williams         | Estremo            | 25 ottobre 1979   | 4    | Dax               |

### Sud Africa
C.T.:  Jake White
Lista dei convocati resa nota il 21 luglio 2007.
| Giocatore           | Posizione          | Data di nascita   | Caps | Club/provincia |
| ------------------- | ------------------ | ----------------- | ---- | -------------- |
| Gary Botha          | Tallonatore        | 12 ottobre 1981   | 9    | Blue Bulls     |
| Bismarck du Plessis | Tallonatore        | 22 maggio 1984    | 2    | Natal Sharks   |
| John Smit           | Tallonatore        | 3 aprile 1978     | 67   | Natal Sharks   |
| BJ Botha            | Pilone             | 4 gennaio 1980    | 10   | Natal Sharks   |
| Jannie du Plessis   | Pilone             | 16 novembre 1982  | 2    | Cheetahs       |
| Os du Randt         | Pilone             | 8 settembre 1972  | 72   | Cheetahs       |
| Gurthro Steenkamp   | Pilone             | 12 giugno 1981    | 11   | Blue Bulls     |
| CJ van der Linde    | Pilone             | 27 agosto 1980    | 39   | Cheetahs       |
| Bakkies Botha       | Seconda linea      | 22 settembre 1979 | 35   | Blue Bulls     |
| Victor Matfield     | Seconda linea      | 11 maggio 1977    | 58   | Blue Bulls     |
| Johann Muller       | Seconda linea      | 6 gennaio 1980    | 16   | Natal Sharks   |
| Albert van den Berg | Seconda linea      | 26 gennaio 1974   | 46   | Natal Sharks   |
| Schalk Burger       | Terza linea ala    | 13 aprile 1983    | 31   | Stormers       |
| Juan Smith          | Terza linea ala    | 30 luglio 1981    | 32   | Cheetahs       |
| Wikus van Heerden   | Terza linea ala    | 28 febbraio 1979  | 7    | Blue Bulls     |
| Danie Rossouw       | Terza linea centro | 6 maggio 1978     | 24   | Blue Bulls     |
| Bobby Skinstad      | Terza linea centro | 3 luglio 1976     | 38   | Natal Sharks   |
| Fourie du Preez     | Mediano di mischia | 24 marzo 1982     | 30   | Blue Bulls     |
| Ricky Januarie      | Mediano di mischia | 1 febbraio 1982   | 18   | Stormers       |
| Ruan Pienaar        | Mediano di mischia | 10 marzo 1984     | 12   | Natal Sharks   |
| Butch James         | Mediano d'apertura | 8 gennaio 1979    | 18   | Natal Sharks   |
| André Pretorius     | Mediano d'apertura | 29 dicembre 1978  | 24   | Lions          |
| Jean de Villiers    | Tre quarti centro  | 24 febbraio 1981  | 31   | Stormers       |
| Jaque Fourie        | Tre quarti centro  | 4 marzo 1983      | 29   | Lions          |
| Wayne Julies        | Tre quarti centro  | 23 ottobre 1978   | 10   | Blue Bulls     |
| Wynand Olivier      | Tre quarti centro  | 11 giugno 1983    | 17   | Blue Bulls     |
| François Steyn      | Tre quarti centro  | 14 maggio 1987    | 8    | Natal Sharks   |
| Bryan Habana        | Tre quarti ala     | 12 giugno 1983    | 27   | Blue Bulls     |
| Akona Ndungane      | Tre quarti ala     | 20 febbraio 1981  | 8    | Blue Bulls     |
| JP Pietersen        | Tre quarti ala     | 12 luglio 1986    | 6    | Natal Sharks   |
| Ashwin Willemse     | Tre quarti ala     | 8 settembre 1981  | 16   | Lions          |
| Percy Montgomery    | Estremo            | 15 marzo 1974     | 85   | Natal Sharks   |

### Tonga
C.T.:  Quddus Fielea
Lista dei convocati resa nota il 10 agosto 2007.
| Giocatore         | Posizione          | Data di nascita   | Caps | Club/provincia   |
| ----------------- | ------------------ | ----------------- | ---- | ---------------- |
| Aleki Lutui       | Tallonatore        | 1 luglio 1978     | 21   | Worcester        |
| Ephraim Taukafa   | Tallonatore        | 26 giugno 1976    | 19   | Lione            |
| Taufa'ao Filise   | Pilone             | 26 maggio 1977    | 14   | Cardiff Rugby    |
| Sateki Mata'u     | Pilone             | 5 dicembre 1979   | 1    | Chalon-sur-Saône |
| Kisi Pulu         | Pilone             | 31 gennaio 1978   | 15   | Perpignano       |
| Toma Toke         | Pilone             | 20 giugno 1985    | 5    | Tau'uta Reds     |
| Soane Tonga'uiha  | Pilone             | 21 gennaio 1982   | 3    | Northampton      |
| Inoke Afeaki      | Seconda linea      | 12 luglio 1973    | 20   | Grenoble         |
| Lisiate Fa'aoso   | Seconda linea      | 18 marzo 1983     | 6    | Manawatu         |
| Paino Hehea       | Seconda linea      | 1 febbraio 1979   | 6    | Racing 92        |
| Emosi Kauhenga    | Seconda linea      | 27 aprile 1981    | 4    | Tau'uta Reds     |
| Nili Latu         | Terza linea ala    | 19 febbraio 1982  | 12   | Green Rockets    |
| Maama Molitika    | Terza linea ala    | 26 agosto 1974    | 15   | Cardiff Rugby    |
| Hale T-Pole       | Terza linea ala    | 30 aprile 1979    | 6    | Ospreys          |
| Viliami Vaki      | Terza linea ala    | 27 aprile 1976    | 25   | Perpignano       |
| Lotu Filipine     | Terza linea centro | 27 agosto 1980    | 5    | IBM Big Blue     |
| Finau Maka        | Terza linea centro | 11 luglio 1977    | 4    | Tolosa           |
| Soane Havea       | Mediano di mischia | 29 agosto 1981    | 16   | Tautahi Gold     |
| Enele Taufa       | Mediano di mischia | 24 settembre 1984 | 0    | Tau'uta Reds     |
| Sione Tu'ipulotu  | Mediano di mischia | 28 novembre 1978  | 23   | Yokogawa         |
| Pierre Hola       | Mediano d'apertura | 9 giugno 1978     | 27   | Kōbe Steelers    |
| Suka Hufanga      | Tre quarti centro  | 18 giugno 1982    | 12   | Brive            |
| Epi Taione        | Tre quarti centro  | 2 marzo 1979      | 11   | Natal Sharks     |
| Hudson Tonga'uiha | Tre quarti centro  | 16 novembre 1983  | 15   | Cergy-Pontoise   |
| Isileli Tupou     | Tre quarti centro  | 26 ottobre 1984   | 6    | Tau'uta Reds     |
| Aisea Havili      | Tre quarti ala     | 11 marzo 1977     | 11   | Worcester        |
| Ualosi Kailea     | Tre quarti ala     | 28 ottobre 1978   | 0    | Tau'uta Reds     |
| Seti Kiole        | Tre quarti ala     | 7 giugno 1980     | 8    | Montauban        |
| Tevita Tu'ifua    | Tre quarti ala     | 15 ottobre 1975   | 11   | Counties Manukau |
| Joseph Vaka       | Tre quarti ala     | 21 novembre 1980  | 4    | Tautahi Gold     |
| Vunga Lilo        | Estremo            | 28 febbraio 1983  | 3    | Cornish Pirates  |

### Stati Uniti
C.T.:  Peter Thorburn
Lista dei convocati resa nota il 14 agosto 2007.
| Giocatore             | Posizione          | Data di nascita   | Caps | Club/provincia        |
| --------------------- | ------------------ | ----------------- | ---- | --------------------- |
| Blake Burdette        | Tallonatore        | 19 gennaio 1980   | 5    | NYAC                  |
| Owen Lentz            | Tallonatore        | 24 gennaio 1980   | 3    | Maryland Exiles       |
| Mike MacDonald        | Pilone             | 27 novembre 1980  | 43   | Leeds Tykes           |
| Matekitonga Moeakiola | Pilone             | 16 maggio 1978    | 0    | Park City Haggis      |
| Chris Osentowski      | Pilone             | 26 febbraio 1975  | 14   | Belmont Shore         |
| Jonathan Vitale       | Pilone             | 3 novembre 1981   | 3    | Chicago Lions         |
| Luke Gross            | Seconda linea      | 21 novembre 1969  | 62   | Doncaster             |
| Mike Mangan           | Seconda linea      | 3 novembre 1975   | 14   | Denver Barbarians RFC |
| Hayden Mexted         | Seconda linea      | 10 marzo 1979     | 6    | St. Louis Bombers     |
| Alec Parker           | Seconda linea      | 10 aprile 1974    | 46   | Gentlemen of Aspen    |
| John van der Giessen  | Seconda linea      | 6 maggio 1982     | 0    | Denver Barbarians RFC |
| Mark Aylor            | Terza linea ala    | 1 novembre 1978   | 8    | Denver Barbarians RFC |
| Inaki Basauri         | Terza linea ala    | 1 ottobre 1984    | 1    | US Marmande           |
| Todd Clever           | Terza linea ala    | 16 gennaio 1983   | 16   | OMBAC                 |
| Louis Stanfill        | Terza linea ala    | 30 maggio 1985    | 5    | Cal. Golden Bears     |
| Henry Bloomfield      | Terza linea centro | 4 gennaio 1973    | 0    | Belmont Shore         |
| Fifita Mounga         | Terza linea centro | 1 marzo 1973      | 17   | SF Golden Gate        |
| Dan Payne             | Terza linea centro | 12 settembre 1972 | 1    | OMBAC                 |
| Chad Erskine          | Mediano di mischia | 8 gennaio 1980    | 3    | Waterloo F.C.         |
| Mike Petri            | Mediano di mischia | 16 agosto 1984    | 0    | Belmont Shore         |
| Mike Hercus           | Mediano d'apertura | 5 giugno 1979     | 31   | Belmont Shore         |
| Nese Malifa           | Mediano d'apertura | 10 settembre 1985 | 3    | Belmont Shore         |
| Philip Eloff          | Tre quarti centro  | 17 settembre 1978 | 32   | Chicago Lions         |
| Paul Emerick          | Tre quarti centro  | 24 gennaio 1980   | 24   | Dragonss              |
| Vahafolau Esikia      | Tre quarti centro  | 28 novembre 1979  | 7    | San Mateo             |
| Albert Tuipulotu      | Tre quarti centro  | 27 febbraio 1979  | 16   | San Mateo             |
| Takudzwa Ngwenya      | Tre quarti ala     | 22 luglio 1985    | 0    | Biarritz              |
| Thretton Palamo       | Tre quarti ala     | 22 settembre 1988 | 0    | SF Golden Gate        |
| Salesi Sika           | Tre quarti ala     | 6 luglio 1980     | 13   | Béziers               |
| Francois Viljoen      | Estremo            | 16 maggio 1981    | 18   | Belmont Shore         |
| Chris Wyles           | Estremo            | 12 febbraio 1983  | 3    | Belmont Shore         |

I seguenti giocatori sono in riserva in caso di infortunio.
| Giocatore            | Posizione          | Data di nascita  | Caps | Club/provincia          |
| -------------------- | ------------------ | ---------------- | ---- | ----------------------- |
| Mark Crick           | Tallonatore        | 27 gennaio 1975  | 3    | Potomac Athletic Club   |
| Mike French          | Pilone             | 19 novembre 1975 | 8    | OMBAC                   |
| Brian LeMay          | Pilone             | 26 maggio 1983   | 0    | Boston Irish Wolfhounds |
| Chris Moreno         | Pilone             | 23 aprile 1978   | 0    | Denver Barbarians RFC   |
| John van der Giessen | Seconda linea      | 6 maggio 1982    | 0    | Denver Barbarians RFC   |
| Tyson Meek           | Mediano di mischia | 21 aprile 1980   | 4    | Denver Barbarians RFC   |
| Andrew Osborne       | Estremo            | 4 marzo 1981     | 1    | OMBAC                   |

Annotazioni
1. ↑  Ha sostituito Jamie Noon siccome durante il mondiale è rimasto ferito. (Reuters)
2. ↑  Ferito durante il mondiale, venne sostituito dal suo compagno di squadra dei Newcastle Falcons, Toby Flood. (Reuters)
3. ↑  Lewsey rimase ferito nella semifinale contro la Francia. Prese il suo posto Nick Abendanon. (England call up Abendanon for World Cup final)
4. ↑  Sostituì Josh Lewsey in seguito al suo infortunio durante la semifinale con la Francia. (England call up Abendanon for World Cup final)
5. ↑  Tani Fuga e Alfie Vaeluaga sostituirono Filipo Levi e Donald Kerslake prima dell'inizio del torneo. (Samoa lock Levi out of World Cup)
6. ↑  Convocato per sostituire Fosi Pala'amo per la partita contro gli USA. (Na’ama Leileimalefaga called in to Manu Samoa squad to play USA)
7. ↑  Convocato per sostituire Justin Va'a per la partita con l'Inghilterra. (Fosi added to Manu Samoa squad)
8. ↑  Viene sostituito, in vista della partita contro gli USA, da Na'ama Leleimalefaga. (Na’ama Leileimalefaga called in to Manu Samoa squad to play USA)
9. ↑  Per la partita con l'Inghilterra viene sostituito da Fosi Pala'amo. (Fosi added to Manu Samoa squad)
10. ↑  Viene sostituito prima della partita contro Tonga da Sailosi Tagicakibau. (MANU SAMOA RUGBY WORLD CUP 2007)
11. ↑  Ha sostituito Anitele'a Tuilagi prima della partita contro Tonga. (MANU SAMOA RUGBY WORLD CUP 2007)
12. ↑  Ha preso il suo posto di Pierre Spies, ritirato dalla formazione dopo aver sviluppato una condizione ritenuta un'embolia polmonare.

(Du Plessis replaces injured Spies)
13. 1 2  Il 1º ottobre, Jannie du Plessis, fratello maggiore di Bismarck du Plessis, ha sostituito BJ Botha, infortunato nella partita contro gli Stati Uniti. (Planes, Trains and Bloem babies)
14. 1 2  Il 10 settembre, dopo la partita del Sud Africa contro le Samoa, Jean de Villiers è stato escluso dal resto della Coppa del Mondo a causa di uno strappo al bicipite sinistro subito in quella partita. Wayne Julies lo ha sostituito nella squadra. (De Villiers out of world cup with torn bicep)
15. ↑  Ha sostituito Mosese Moala. (Molitika gets Tongan Cup call-up)
16. ↑  In vista della partita con l'Inghilterra è stato sostituito da Maama Molitika. (Molitika gets Tongan Cup call-up)
17. ↑  In vista della partita con l'Inghilterra è stato convocata per sostituire Paino Hehea. (Molitika gets Tongan Cup call-up)
18. ↑  Sostituito da John van der Giessen. (Scrum)
19. 1 2  Chiamato per sostituire Luke Gross. (Scrum)

## Girone B

### Australia
C.T.:  John Connolly
Lista dei convocati resa nota il 23 luglio 2007.
| Giocatore          | Posizione          | Data di nascita   | Caps | Club/provincia |
| ------------------ | ------------------ | ----------------- | ---- | -------------- |
| Adam Freier        | Tallonatore        | 20 marzo 1980     | 15   | Waratahs       |
| Sean Hardman       | Tallonatore        | 6 maggio 1977     | 3    | Reds           |
| Stephen Moore      | Tallonatore        | 20 gennaio 1983   | 16   | Reds           |
| Al Baxter          | Pilone             | 21 gennaio 1977   | 47   | Waratahs       |
| Matt Dunning       | Pilone             | 19 dicembre 1978  | 32   | Waratahs       |
| Greg Holmes        | Pilone             | 11 giugno 1983    | 11   | Reds           |
| Guy Shepherdson    | Pilone             | 17 febbraio 1982  | 14   | Brumbies       |
| Mark Chisholm      | Seconda linea      | 18 settembre 1981 | 32   | Brumbies       |
| Hugh McMeniman     | Seconda linea      | 1 novembre 1983   | 8    | Reds           |
| Nathan Sharpe      | Seconda linea      | 26 febbraio 1978  | 60   | Western Force  |
| Daniel Vickerman   | Seconda linea      | 4 giugno 1979     | 48   | Waratahs       |
| Rocky Elsom        | Terza linea ala    | 14 febbraio 1983  | 28   | Waratahs       |
| George Smith       | Terza linea ala    | 14 luglio 1980    | 79   | Brumbies       |
| Phil Waugh         | Terza linea ala    | 22 settembre 1979 | 62   | Waratahs       |
| Wycliff Palu       | Terza linea centro | 27 luglio 1982    | 13   | Waratahs       |
| Stephen Hoiles     | Terza linea centro | 13 ottobre 1981   | 10   | Brumbies       |
| Sam Cordingley     | Mediano di mischia | 20 marzo 1976     | 12   | Reds           |
| George Gregan      | Mediano di mischia | 19 aprile 1973    | 134  | Brumbies       |
| Berrick Barnes     | Mediano d'apertura | 28 maggio 1986    | 0    | Reds           |
| Stephen Larkham    | Mediano d'apertura | 29 maggio 1974    | 101  | Brumbies       |
| Morgan Turinui     | Tre quarti centro  | 5 gennaio 1982    | 22   | Reds           |
| Matt Giteau        | Tre quarti centro  | 29 settembre 1982 | 47   | Western Force  |
| Stirling Mortlock  | Tre quarti centro  | 20 maggio 1977    | 60   | Brumbies       |
| Scott Staniforth   | Tre quarti centro  | 12 dicembre 1977  | 10   | Western Force  |
| Adam Ashley-Cooper | Tre quarti ala     | 27 marzo 1984     | 8    | Brumbies       |
| Cameron Shepherd   | Tre quarti ala     | 30 marzo 1984     | 6    | Western Force  |
| Lote Tuqiri        | Tre quarti ala     | 23 settembre 1979 | 53   | Waratahs       |
| Drew Mitchell      | Tre quarti ala     | 26 marzo 1984     | 16   | Western Force  |
| Julian Huxley      | Estremo            | 3 agosto 1979     | 6    | Brumbies       |
| Chris Latham       | Estremo            | 8 settembre 1975  | 73   | Reds           |

I seguenti giocatori sono di riserva in caso di infortuni.
| Giocatore           | Posizione          | Data di nascita   | Caps | Club/provincia |
| ------------------- | ------------------ | ----------------- | ---- | -------------- |
| Rodney Blake        | Pilone             | 29 aprile 1983    | 7    | Reds           |
| Tatafu Polota-Nau   | Tallonatore        | 26 luglio 1985    | 3    | Waratahs       |
| James Horwill       | Seconda linea      | 29 maggio 1985    | 1    | Reds           |
| Alister Campbell    | Seconda linea      | 17 luglio 1979    | 4    | Brumbies       |
| Matt Cockbain       | Terza linea ala    | 19 settembre 1972 | 63   | Rebels         |
| Jone Tawake         | Terza linea centro | 17 aprile 1982    | 0    | Brumbies       |
| Josh Holmes         | Mediano di mischia | 6 gennaio 1987    | 0    | Brumbies       |
| Ryan Cross          | Tre quarti centro  | 6 ottobre 1979    | 0    | Western Force  |
| Clinton Schifcofske | Tre quarti ala     | 10 novembre 1975  | 0    | Reds           |
| Sam Norton-Knight   | Estremo            | 2 dicembre 1983   | 2    | Waratahs       |

### Canada
C.T.:  Ric Suggitt
Lista dei convocati resa nota il 15 agosto 2007.
| Giocatore              | Posizione          | Data di nascita   | Caps | Club/provincia         |
| ---------------------- | ------------------ | ----------------- | ---- | ---------------------- |
| Aaron Carpenter        | Tallonatore        | 1 settembre 1983  | 12   | Brantford Harlequins   |
| Pat Riordan            | Tallonatore        | 30 settembre 1979 | 12   | Burnaby Lake           |
| Scott Franklin         | Pilone             | 23 ottobre 1980   | 2    | Castaway Wanderers     |
| Dan Pletch             | Pilone             | 12 aprile 1983    | 16   | Oakville Crusaders     |
| Mike Pletch            | Pilone             | 12 aprile 1983    | 7    | Oakville Crusaders     |
| Rod Snow               | Pilone             | 1 maggio 1970     | 55   | Newfoundland Rock      |
| Jon Thiel              | Pilone             | 31 maggio 1975    | 36   | Bayside Sharks         |
| Mike Burak             | Seconda linea      | 9 ottobre 1980    | 15   | Pau                    |
| Mike James             | Seconda linea      | 21 luglio 1973    | 51   | Stade français         |
| Josh Jackson           | Seconda linea      | 2 ottobre 1980    | 15   | Bordeaux Bègles        |
| Luke Tait              | Seconda linea      | 26 ottobre 1981   | 11   | Parma                  |
| David Biddle           | Terza linea ala    | 10 agosto 1985    | 1    | Meraloma               |
| Jamie Cudmore          | Terza linea ala    | 7 aprile 1980     | 17   | Clermont               |
| Adam Kleeberger        | Terza linea ala    | 2 marzo 1984      | 7    | Università di Victoria |
| Colin Yukes            | Terza linea ala    | 23 ottobre 1979   | 29   | Agen                   |
| Sean-Michael Stephen   | Terza linea centro | 27 ottobre 1982   | 8    | Béziers                |
| Mike Webb              | Terza linea centro | 19 giugno 1979    | 15   | Swilers RFC            |
| Ed Fairhurst           | Mediano di mischia | 7 maggio 1979     | 27   | Cornish Pirates        |
| Matt Weingart          | Mediano di mischia | 26 giugno 1982    | 6    | Castaway Wanderers     |
| Morgan Williams        | Mediano di mischia | 17 aprile 1976    | 47   | Albi                   |
| Nathan Hirayama        | Mediano d'apertura | 23 marzo 1988     | 0    | Università di Victoria |
| Ander Monro            | Mediano d'apertura | 6 settembre 1981  | 6    | Waterloo F.C.          |
| Ryan Smith             | Mediano d'apertura | 13 settembre 1979 | 29   | Montauban              |
| Craig Culpan           | Tre quarti centro  | 17 maggio 1982    | 2    | Meraloma               |
| Derek Daypuck          | Tre quarti centro  | 20 febbraio 1978  | 16   | Castaway Wanderers     |
| David Spicer           | Tre quarti centro  | 31 maggio 1985    | 8    | Università di Victoria |
| Nick Trenkel           | Tre quarti centro  | 7 aprile 1987     | 0    | Capilano RFC           |
| Justin Mensah-Coker    | Tre quarti ala     | 18 novembre 1983  | 7    | Albi                   |
| James Pritchard        | Tre quarti ala     | 21 luglio 1979    | 12   | Bedford                |
| D. T. H. van der Merwe | Tre quarti ala     | 28 aprile 1986    | 2    | James Bay AA           |
| Mike Pyke              | Estremo            | 24 marzo 1984     | 14   | Montauban              |

### Figi
C.T.:  Ilivasi Tabua
Lista dei convocati resa nota il 22 luglio 2007.
| Giocatore             | Posizione          | Data di nascita   | Caps | Club/provincia       |
| --------------------- | ------------------ | ----------------- | ---- | -------------------- |
| Bill Gadolo           | Tallonatore        | 1 maggio 1977     | 19   | Fiji Barbarians      |
| Sunia Koto            | Tallonatore        | 15 aprile 1980    | 14   | Fiji Warriors        |
| Vereniki Sauturaga    | Tallonatore        | 18 novembre 1982  | 1    | Fiji Warriors        |
| Graham Dewes          | Pilone             | 24 gennaio 1982   | 3    | Marist               |
| Henry Qiodravu        | Pilone             | 8 febbraio 1977   | 13   | RC Orléans           |
| Jone Railomo          | Pilone             | 26 febbraio 1981  | 1    | Stade Poitevin Rugby |
| Alefoso Yalayalatabua | Pilone             | 22 gennaio 1977   | 4    | Fiji Warriors        |
| Isoa Domolailai       | Seconda linea      | 13 gennaio 1981   | 12   | Tolone               |
| Kele Leawere          | Seconda linea      | 27 aprile 1974    | 15   | Hino Motors          |
| Wame Lewaravu         | Seconda linea      | 24 settembre 1983 | 2    | Fiji Barbarians      |
| Ifereimi Rawaqa       | Seconda linea      | 20 settembre 1980 | 34   | Fighting Bull        |
| Semisi Naevo          | Terza linea ala    | 3 marzo 1976      | 2    | Green Rockets        |
| Akapusi Qera          | Terza linea ala    | 24 aprile 1984    | 12   | Bees                 |
| Aca Ratuva            | Terza linea ala    | 30 dicembre 1978  | 11   | Massy                |
| Netani Talei          | Terza linea ala    | 19 marzo 1983     | 6    | Doncaster            |
| Sisa Koyamaibole      | Terza linea centro | 6 marzo 1981      | 44   | Petrarca             |
| Jone Qovu             | Terza linea centro | 27 agosto 1985    | 8    | Fiji Warriors        |
| Jone Daunivucu        | Mediano di mischia | 1 giugno 1977     | 1    | Tarbes               |
| Mosese Rauluni        | Mediano di mischia | 27 giugno 1975    | 35   | Saracens             |
| Nicky Little          | Mediano d'apertura | 13 settembre 1976 | 79   | Petrarca             |
| Waisea Luveniyali     | Mediano d'apertura | 23 luglio 1985    | 1    | Fiji Warriors        |
| Seremaia Bai          | Tre quarti centro  | 4 gennaio 1979    | 28   | Clermont             |
| Maleli Kunavore       | Tre quarti centro  | 12 agosto 1983    | 5    | Tolosa               |
| Gabiriele Lovobalavu  | Tre quarti centro  | 20 giugno 1985    | 4    | Fiji Warriors        |
| Seru Rabeni           | Tre quarti centro  | 27 dicembre 1978  | 26   | Leicester            |
| Sireli Bobo           | Tre quarti ala     | 28 gennaio 1976   | 9    | Biarritz             |
| Vilimoni Delasau      | Tre quarti ala     | 12 luglio 1977    | 24   | Clermont             |
| Isoa Neivua           | Tre quarti ala     | 7 giugno 1978     | 6    | Fiji Warriors        |
| Norman Ligairi        | Estremo            | 29 gennaio 1976   | 39   | Brive                |
| Kameli Ratuvou        | Estremo            | 6 novembre 1982   | 15   | Saracens             |

### Giappone
C.T.:  John Kirwan
Lista dei convocati resa nota il 11 agosto 2007.
| Giocatore           | Posizione          | Data di nascita   | Caps | Club/provincia  |
| ------------------- | ------------------ | ----------------- | ---- | --------------- |
| Ryo Yamamura        | Pilone             | 9 agosto 1981     | 34   | Blue Revs       |
| Masahito Yamamoto   | Pilone             | 29 maggio 1978    | 25   | Toyota Verblitz |
| Tomokazu Soma       | Pilone             | 5 giugno 1977     | 13   | Wild Knights    |
| Tatsukichi Nishiura | Pilone             | 20 febbraio 1976  | 7    | West Red Sparks |
| Yuji Matsubara      | Tallonatore        | 5 settembre 1979  | 19   | Kōbe Steelers   |
| Yusuke Aoki         | Tallonatore        | 19 giugno 1983    | 2    | Toyota Verblitz |
| Hitoshi Ono         | Seconda linea      | 6 maggio 1978     | 20   | Brave Lupus     |
| Takanori Kumagae    | Seconda linea      | 31 maggio 1978    | 25   | Green Rockets   |
| Luatangi Vatuvei    | Seconda linea      | 8 dicembre 1977   | 20   | Kintetsu Liners |
| Luke Thompson       | Seconda linea      | 16 aprile 1981    | 5    | Kintetsu Liners |
| Yasunori Watanabe   | Terza linea ala    | 2 giugno 1974     | 30   | Brave Lupus     |
| Hajime Kiso         | Terza linea ala    | 7 novembre 1978   | 28   | Blue Revs       |
| Hare Makiri         | Terza linea ala    | 31 maggio 1978    | 16   | Sanix Blues     |
| Philip O'Reilly     | Terza linea ala    | 24 luglio 1980    | 5    | Wild Knights    |
| Takamichi Sasaki    | Terza linea ala    | 30 ottobre 1983   | 5    | Sungoliath      |
| Takuro Miuchi       | Terza linea centro | 11 dicembre 1975  | 36   | Green Rockets   |
| Yuki Yatomi         | Mediano di mischia | 16 febbraio 1985  | 7    | Blue Revs       |
| Tomoki Yoshida      | Mediano di mischia | 22 febbraio 1982  | 4    | Brave Lupus     |
| Kim Chul Won        | Mediano di mischia | 22 gennaio 1984   | 0    | Kintetsu Liners |
| Eiji Ando           | Mediano d'apertura | 14 maggio 1982    | 12   | Green Rockets   |
| Kousei Ono          | Mediano d'apertura | 17 aprile 1987    | 3    | Sanix Blues     |
| Shotaro Onishi      | Tre quarti centro  | 18 novembre 1978  | 24   | Blue Revs       |
| Nataniela Oto       | Tre quarti centro  | 16 maggio 1980    | 11   | Brave Lupus     |
| Yuta Imamura        | Tre quarti centro  | 31 ottobre 1984   | 11   | Kōbe Steelers   |
| Koji Taira          | Tre quarti centro  | 12 gennaio 1983   | 3    | Sungoliath      |
| Bryce Robins        | Tre quarti centro  | 19 settembre 1980 | 6    | Black Rams      |
| Hirotoki Onozawa    | Tre quarti ala     | 29 marzo 1978     | 35   | Sungoliath      |
| Kosuke Endo         | Tre quarti ala     | 11 novembre 1980  | 13   | Toyota Verblitz |
| Tomoki Kitagawa     | Tre quarti ala     | 25 luglio 1983    | 2    | Wild Knights    |
| Christian Loamanu   | Tre quarti ala     | 13 maggio 1986    | 7    | Saitama         |
| Go Aruga            | Estremo            | 13 novembre 1983  | 7    | Sungoliath      |

I seguenti giocatori sono in riserva in caso di infortunio.
| Giocatore        | Posizione          | Data di nascita   | Caps | Club/provincia |
| ---------------- | ------------------ | ----------------- | ---- | -------------- |
| Takahiro Sugiura | Pilone             | 4 ottobre 1983    | 1    | Sanix Blues    |
| Yuta Inose       | Pilone             | 15 marzo 1982     | 0    | Green Rockets  |
| Taku Inokuchi    | Tallonatore        | 5 ottobre 1982    | 1    | Brave Lupus    |
| Ryota Asano      | Terza linea ala    | 25 settembre 1979 | 20   | Green Rockets  |
| James Arlidge    | Mediano d'apertura | 11 agosto 1979    | 1    | Docomo         |

### Galles
C.T.:  Gareth Jenkins
Lista dei convocati resa nota il 10 agosto 2007.
| Giocatore       | Posizione          | Data di nascita   | Caps | Club/provincia |
| --------------- | ------------------ | ----------------- | ---- | -------------- |
| Huw Bennett     | Tallonatore        | 11 giugno 1983    | 12   | Ospreys        |
| Matthew Rees    | Tallonatore        | 9 dicembre 1980   | 11   | Scarlets       |
| T. Rhys Thomas  | Tallonatore        | 23 aprile 1982    | 10   | Cardiff Rugby  |
| Chris Horsman   | Pilone             | 2 febbraio 1978   | 11   | Worcester      |
| Gethin Jenkins  | Pilone             | 17 novembre 1980  | 46   | Cardiff Rugby  |
| Adam Jones      | Pilone             | 8 marzo 1981      | 41   | Ospreys        |
| Duncan Jones    | Pilone             | 18 settembre 1978 | 38   | Ospreys        |
| Ian Evans       | Seconda linea      | 4 ottobre 1984    | 5    | Ospreys        |
| Ian Gough       | Seconda linea      | 10 novembre 1976  | 40   | Ospreys        |
| Will James      | Seconda linea      | 12 dicembre 1976  | 1    | Gloucester     |
| Alun Wyn Jones  | Seconda linea      | 19 settembre 1985 | 11   | Ospreys        |
| Colin Charvis   | Terza linea ala    | 27 dicembre 1972  | 87   | Dragonss       |
| Martyn Williams | Terza linea ala    | 1 settembre 1975  | 70   | Cardiff Rugby  |
| Jonathan Thomas | Terza linea ala    | 27 dicembre 1982  | 34   | Ospreys        |
| Michael Owen    | Terza linea centro | 7 novembre 1980   | 37   | Dragonss       |
| Alix Popham     | Terza linea centro | 17 ottobre 1979   | 30   | Scarlets       |
| Gareth Cooper   | Mediano di mischia | 7 maggio 1979     | 34   | Gloucester     |
| Dwayne Peel     | Mediano di mischia | 31 agosto 1981    | 53   | Scarlets       |
| Mike Phillips   | Mediano di mischia | 29 agosto 1982    | 22   | Ospreys        |
| Stephen Jones   | Mediano d'apertura | 8 dicembre 1977   | 62   | Scarlets       |
| Ceri Sweeney    | Mediano d'apertura | 21 gennaio 1980   | 32   | Dragonss       |
| James Hook      | Tre quarti centro  | 27 giugno 1985    | 13   | Ospreys        |
| Sonny Parker    | Tre quarti centro  | 27 agosto 1977    | 23   | Ospreys        |
| Jamie Robinson  | Tre quarti centro  | 7 aprile 1980     | 20   | Cardiff Rugby  |
| Tom Shanklin    | Tre quarti centro  | 24 novembre 1979  | 41   | Cardiff Rugby  |
| Dafydd James    | Tre quarti ala     | 24 luglio 1975    | 46   | Scarlets       |
| Mark Jones      | Tre quarti ala     | 7 novembre 1979   | 29   | Scarlets       |
| Shane Williams  | Tre quarti ala     | 26 febbraio 1977  | 46   | Ospreys        |
| Kevin Morgan    | Estremo            | 23 febbraio 1977  | 43   | Dragonss       |
| Gareth Thomas   | Estremo            | 25 luglio 1974    | 95   | Cardiff Rugby  |

Annotazioni
1. ↑  Morgan Turinui è stato convocato il 1 ottobre 2007 per sostituire David Lyons. (Turinui replaces injured Lyons)
2. ↑  Mark Gerrard si è infortunato nella partita di apertura, viene sostituito da Cameron Shepherd. ("Shepherd earns Wallabies call-up")
3. ↑  Sostituito da Jamie Cudmore a causa della frattura di una mano. (Canada's Josh Jackson replaces injured Jamie Cudmore)
4. ↑  A causa della frattura alla mano di Josh Jackson, Cudmore prende il suo posto. (Canada's Josh Jackson replaces injured Jamie Cudmore)
5. ↑  Convocato a seguito dell'espulsione di Filimoni Bolavucu. (Bolavucu ruled out of tournament)
6. ↑  Il 21 agosto prende il posto di Mitsugu Yamamoto. (Planet-Rugby Archiviato il 29 settembre 2007 in Internet Archive.)

## Girone C

### Italia
C.T.:  Pierre Berbizier
Lista dei convocati resa nota il 16 agosto 2007.
| Giocatore             | Posizione          | Data di nascita   | Caps | Club/provincia   |
| --------------------- | ------------------ | ----------------- | ---- | ---------------- |
| Carlo Festuccia       | Tallonatore        | 20 giugno 1980    | 39   | GRAN Parma       |
| Leonardo Ghiraldini   | Tallonatore        | 26 dicembre 1984  | 5    | Calvisano        |
| Fabio Ongaro          | Tallonatore        | 23 settembre 1977 | 49   | Saracens         |
| Matías Agüero         | Pilone             | 13 febbraio 1981  | 7    | Viadana          |
| Martin Castrogiovanni | Pilone             | 21 ottobre 1981   | 45   | Leicester        |
| Andrea Lo Cicero      | Pilone             | 7 maggio 1976     | 67   | L’Aquila         |
| Salvatore Perugini    | Pilone             | 6 marzo 1978      | 44   | Tolosa           |
| Valerio Bernabò       | Seconda linea      | 3 marzo 1984      | 11   | Calvisano        |
| Marco Bortolami       | Seconda linea      | 12 giugno 1980    | 61   | Gloucester       |
| Carlo Del Fava        | Seconda linea      | 1 luglio 1981     | 21   | Bourgoin-Jallieu |
| Santiago Dellapè      | Seconda linea      | 9 maggio 1978     | 44   | Biarritz         |
| Mauro Bergamasco      | Terza linea ala    | 1 maggio 1979     | 58   | Stade français   |
| Silvio Orlando        | Terza linea ala    | 9 febbraio 1981   | 13   | Benetton         |
| Josh Sole             | Terza linea ala    | 15 febbraio 1980  | 21   | Viadana          |
| Alessandro Zanni      | Terza linea ala    | 31 gennaio 1984   | 16   | Calvisano        |
| Sergio Parisse        | Terza linea centro | 13 settembre 1983 | 42   | Stade français   |
| Manoa Vosawai         | Terza linea centro | 12 agosto 1983    | 2    | Parma            |
| Paul Griffen          | Mediano di mischia | 30 marzo 1975     | 35   | Calvisano        |
| Alessandro Troncon    | Mediano di mischia | 6 settembre 1973  | 97   | Clermont         |
| Roland de Marigny     | Mediano d'apertura | 17 novembre 1975  | 17   | Calvisano        |
| Ramiro Pez            | Mediano d'apertura | 6 dicembre 1978   | 38   | Bayonne          |
| Mirco Bergamasco      | Tre quarti centro  | 23 febbraio 1983  | 44   | Stade français   |
| Gonzalo Canale        | Tre quarti centro  | 11 novembre 1982  | 33   | Clermont         |
| Andrea Masi           | Tre quarti centro  | 30 marzo 1981     | 31   | Biarritz         |
| Pablo Canavosio       | Tre quarti ala     | 26 dicembre 1981  | 16   | Castres          |
| Matteo Pratichetti    | Tre quarti ala     | 27 luglio 1985    | 7    | Calvisano        |
| Kaine Robertson       | Tre quarti ala     | 29 ottobre 1980   | 23   | Viadana          |
| Marko Stanojevic      | Tre quarti ala     | 1 ottobre 1979    | 6    | Bristol          |
| David Bortolussi      | Estremo            | 21 luglio 1981    | 10   | Montpellier      |
| Ezio Galon            | Estremo            | 22 luglio 1977    | 11   | Parma            |

### Nuova Zelanda
C.T.:  Graham Henry
Lista dei convocati resa nota il 22 luglio 2007.
| Giocatore         | Posizione          | Data di nascita   | Caps | Club/provincia |
| ----------------- | ------------------ | ----------------- | ---- | -------------- |
| Carl Hayman       | Pilone             | 14 novembre 1979  | 41   | Otago          |
| Greg Somerville   | Pilone             | 28 novembre 1977  | 55   | Canterbury     |
| Neemia Tialata    | Pilone             | 15 luglio 1982    | 17   | Wellington     |
| Tony Woodcock     | Pilone             | 27 gennaio 1981   | 33   | North Harbour  |
| Andrew Hore       | Tallonatore        | 13 settembre 1978 | 21   | Taranaki       |
| Keven Mealamu     | Tallonatore        | 20 marzo 1979     | 47   | Auckland       |
| Anton Oliver      | Tallonatore        | 9 settembre 1975  | 55   | Otago          |
| Chris Jack        | Seconda linea      | 5 settembre 1978  | 62   | Tasman         |
| Keith Robinson    | Seconda linea      | 14 dicembre 1976  | 10   | Waikato        |
| Ali Williams      | Seconda linea      | 30 aprile 1981    | 42   | Auckland       |
| Jerry Collins     | Terza linea ala    | 4 novembre 1980   | 44   | Wellington     |
| Chris Masoe       | Terza linea ala    | 15 maggio 1979    | 15   | Wellington     |
| Richie McCaw      | Terza linea ala    | 31 dicembre 1980  | 55   | Canterbury     |
| Reuben Thorne     | Terza linea ala    | 2 gennaio 1975    | 48   | Canterbury     |
| Sione Lauaki      | Terza linea centro | 22 giugno 1981    | 7    | Waikato        |
| Rodney So'oialo   | Terza linea centro | 3 ottobre 1979    | 37   | Wellington     |
| Andrew Ellis      | Mediano di mischia | 21 febbraio 1984  | 2    | Canterbury     |
| Byron Kelleher    | Mediano di mischia | 3 dicembre 1976   | 54   | Waikato        |
| Brendon Leonard   | Mediano di mischia | 16 aprile 1985    | 4    | Waikato        |
| Dan Carter        | Mediano d'apertura | 5 marzo 1982      | 41   | Canterbury     |
| Nick Evans        | Mediano d'apertura | 14 agosto 1980    | 12   | Otago          |
| Aaron Mauger      | Tre quarti centro  | 29 novembre 1980  | 42   | Canterbury     |
| Luke McAlister    | Tre quarti centro  | 28 agosto 1983    | 18   | North Harbour  |
| Conrad Smith      | Tre quarti centro  | 12 ottobre 1981   | 12   | Wellington     |
| Isaia Toeava      | Tre quarti centro  | 5 gennaio 1986    | 10   | Auckland       |
| Doug Howlett      | Tre quarti ala     | 21 settembre 1978 | 59   | Auckland       |
| Joe Rokocoko      | Tre quarti ala     | 6 giugno 1983     | 45   | Auckland       |
| Sitiveni Sivivatu | Tre quarti ala     | 19 aprile 1982    | 17   | Waikato        |
| Leon MacDonald    | Estremo            | 21 dicembre 1977  | 47   | Canterbury     |
| Mils Muliaina     | Estremo            | 31 luglio 1980    | 52   | Waikato        |

### Portogallo
C.T.:  Tomaz Morais
Lista dei convocati resa nota il 15 agosto 2007.
| Giocatore            | Posizione          | Data di nascita   | Caps | Club/provincia       |
| -------------------- | ------------------ | ----------------- | ---- | -------------------- |
| Rui Cordeiro         | Pilone             | 14 ottobre 1976   | 39   | Académica de Coimbra |
| Ruben Spachuck       | Pilone             | 14 febbraio 1981  | 18   | Belenenses           |
| Duarte Figueiredo    | Pilone             | 25 giugno 1982    | 3    | CDUL                 |
| André Silva          | Pilone             | 9 febbraio 1975   | 12   | Mont-de-Marsan       |
| Juan Muré            | Pilone             | 21 marzo 1983     | 0    | Belenenses           |
| João Correia         | Tallonatore        | 19 agosto 1978    | 26   | GD Direito           |
| Joaquim Ferreira     | Tallonatore        | 27 aprile 1973    | 82   | CDUP                 |
| Gonçalo Uva          | Seconda linea      | 15 dicembre 1982  | 27   | Montpellier          |
| David Penalva        | Seconda linea      | 26 gennaio 1981   | 18   | Blagnac              |
| Marcello d'Orey      | Seconda linea      | 7 marzo 1976      | 59   | CDUP                 |
| Salvador Palha       | Seconda linea      | 14 aprile 1984    | 2    | GD Direito           |
| João Uva             | Terza linea ala    | 19 maggio 1980    | 35   | Belenenses           |
| Paulo Murinello      | Terza linea ala    | 4 maggio 1974     | 22   | Cascais              |
| Diogo Coutinho       | Terza linea ala    | 3 settembre 1977  | 28   | GD Direito           |
| Tiago Girão          | Terza linea ala    | 30 novembre 1984  | 2    | CDUL                 |
| Juan Severino Somoza | Terza linea ala    | 16 settembre 1981 | 10   | Agronomia            |
| Vasco Uva            | Terza linea centro | 15 giugno 1982    | 39   | GD Direito           |
| Luís Pissarra        | Mediano di mischia | 5 ottobre 1975    | 68   | Agronomia            |
| José Pinto           | Mediano di mischia | 5 febbraio 1981   | 30   | GD Direito           |
| Gonçalo Malheiro     | Mediano d'apertura | 11 maggio 1978    | 38   | CDUP                 |
| Duarte Cardoso Pinto | Mediano d'apertura | 17 marzo 1982     | 25   | Agronomia            |
| Pedro Cabral         | Mediano d'apertura | 29 giugno 1983    | 3    | CDUL                 |
| Diogo Mateus         | Tre quarti centro  | 7 febbraio 1980   | 48   | Belenenses           |
| Diogo Gama           | Tre quarti centro  | 15 luglio 1981    | 10   | Benfica              |
| Miguel Portela       | Tre quarti centro  | 4 marzo 1974      | 53   | GD Direito           |
| Frederico Sousa      | Tre quarti centro  | 18 agosto 1978    | 38   | GD Direito           |
| António Aguilar      | Tre quarti ala     | 6 luglio 1978     | 47   | GD Direito           |
| Pedro Carvalho       | Tre quarti ala     | 29 giugno 1984    | 21   | GD Direito           |
| Gonçalo Foro         | Tre quarti ala     | 14 aprile 1982    | 15   | CDUL                 |
| David Mateus         | Tre quarti ala     | 7 febbraio 1980   | 15   | Belenenses           |
| Pedro Leal           | Estremo            | 28 aprile 1984    | 20   | GD Direito           |

### Romania
C.T.:  Daniel Santamans
Lista dei convocati resa nota il 14 agosto 2007.
| Giocatore            | Posizione          | Data di nascita   | Caps | Club/provincia  |
| -------------------- | ------------------ | ----------------- | ---- | --------------- |
| Petru Bălan          | Pilone             | 12 luglio 1976    | 53   | Biarritz        |
| Bogdan Bălan         | Pilone             | 11 febbraio 1980  | 22   | Montauban       |
| Silviu Florea        | Pilone             | 19 luglio 1977    | 15   | Béziers         |
| Cezar Popescu        | Pilone             | 29 dicembre 1976  | 32   | Agen            |
| Petrişor Toderasc    | Pilone             | 15 luglio 1980    | 46   | Brive           |
| Marius Tincu         | Tallonatore        | 7 aprile 1978     | 30   | Perpignano      |
| Răzvan Mavrodin      | Tallonatore        | 29 settembre 1973 | 46   | Pau             |
| Sorin Socol          | Seconda linea      | 30 novembre 1977  | 38   | Pau             |
| Cristian Petre       | Seconda linea      | 23 marzo 1979     | 56   | Béziers         |
| Valentin Ursache     | Seconda linea      | 12 agosto 1985    | 16   | Arad            |
| Augustin Petrechei   | Seconda linea      | 4 agosto 1980     | 19   | Béziers         |
| Ovidiu Tonița        | Terza linea ala    | 6 agosto 1980     | 37   | Perpignano      |
| Florin Corodeanu     | Terza linea ala    | 26 marzo 1977     | 50   | Grenoble        |
| Alexandru Manta      | Terza linea ala    | 7 giugno 1977     | 23   | Castres         |
| Alexandru Tudori     | Terza linea ala    | 11 ottobre 1978   | 29   | Dinamo Bucarest |
| Cosmin Rațiu         | Terza linea centro | 18 giugno 1979    | 16   | Dinamo Bucarest |
| Valentin Calafateanu | Mediano di mischia | 25 gennaio 1985   | 14   | Dinamo Bucarest |
| Lucian Sirbu         | Mediano di mischia | 16 ottobre 1976   | 48   | Béziers         |
| Ionuț Dimofte        | Mediano d'apertura | 30 settembre 1984 | 17   | Arad            |
| Dănuț Dumbravă       | Mediano d'apertura | 6 agosto 1981     | 32   | Steaua          |
| Romeo Gontineac      | Tre quarti centro  | 18 dicembre 1973  | 71   | Aurillac        |
| Minya Csaba Gál      | Tre quarti centro  | 7 marzo 1985      | 10   | U Cluj          |
| Dan Vlad             | Tre quarti centro  | 12 luglio 1983    | 7    | Steaua          |
| Ionuț Tofan          | Tre quarti centro  | 8 marzo 1977      | 71   | Limoges         |
| Cătălin Fercu        | Tre quarti ala     | 5 settembre 1986  | 16   | Arad            |
| Ion Teodorescu       | Tre quarti ala     | 27 luglio 1976    | 41   | Arad            |
| Gabriel Brezoianu    | Tre quarti ala     | 18 gennaio 1977   | 65   | Racing 92       |
| Cătălin Nicolae      | Tre quarti ala     | 22 luglio 1980    | 4    | Steaua          |
| Iulian Dumitraș      | Estremo            | 22 giugno 1982    | 12   | Pau             |
| Florin Vlaicu        | Estremo            | 26 luglio 1986    | 11   | Steaua          |

### Scozia
C.T.:  Frank Hadden
Lista dei convocati resa nota il 14 agosto 2007.
| Giocatore          | Posizione          | Data di nascita   | Caps | Club/provincia   |
| ------------------ | ------------------ | ----------------- | ---- | ---------------- |
| Ross Ford          | Tallonatore        | 23 aprile 1984    | 14   | Glasgow Warriors |
| Scott Lawson       | Tallonatore        | 28 settembre 1981 | 11   | Sale Sharks      |
| Fergus Thomson     | Tallonatore        | 18 settembre 1983 | 2    | Glasgow Warriors |
| Allan Jacobsen     | Pilone             | 22 settembre 1978 | 23   | Edimburgo        |
| Gavin Kerr         | Pilone             | 3 aprile 1977     | 42   | Glasgow Warriors |
| Euan Murray        | Pilone             | 7 agosto 1980     | 11   | Northampton      |
| Craig Smith        | Pilone             | 30 agosto 1978    | 19   | Edimburgo        |
| James Hamilton     | Seconda linea      | 17 novembre 1982  | 9    | Leicester        |
| Nathan Hines       | Seconda linea      | 29 novembre 1976  | 44   | Perpignano       |
| Scott MacLeod      | Seconda linea      | 3 marzo 1979      | 9    | Scarlets         |
| Scott Murray       | Seconda linea      | 15 gennaio 1976   | 85   | Montauban        |
| John Barclay       | Terza linea ala    | 24 settembre 1986 | 0    | Glasgow Warriors |
| Kelly Brown        | Terza linea ala    | 8 giugno 1982     | 14   | Glasgow Warriors |
| Allister Hogg      | Terza linea ala    | 20 luglio 1983    | 35   | Edimburgo        |
| Jason White        | Terza linea ala    | 17 aprile 1978    | 59   | Sale Sharks      |
| Dave Callam        | Terza linea centro | 15 febbraio 1983  | 9    | Edimburgo        |
| Simon Taylor       | Terza linea centro | 17 agosto 1979    | 54   | Stade français   |
| Mike Blair         | Mediano di mischia | 20 aprile 1981    | 39   | Edimburgo        |
| Chris Cusiter      | Mediano di mischia | 13 giugno 1982    | 32   | Perpignano       |
| Rory Lawson        | Mediano di mischia | 12 marzo 1981     | 7    | Gloucester       |
| Dan Parks          | Mediano d'apertura | 26 maggio 1978    | 32   | Glasgow Warriors |
| Rob Dewey          | Tre quarti centro  | 19 ottobre 1983   | 8    | Ulster           |
| Marcus Di Rollo    | Tre quarti centro  | 31 marzo 1978     | 19   | Edimburgo        |
| Andrew Henderson   | Tre quarti centro  | 3 febbraio 1980   | 46   | Glasgow Warriors |
| Simon Webster      | Tre quarti centro  | 8 marzo 1981      | 24   | Edimburgo        |
| Sean Lamont        | Tre quarti ala     | 15 gennaio 1981   | 31   | Northampton      |
| Nikki Walker       | Tre quarti ala     | 5 marzo 1982      | 8    | Ospreys          |
| Chris Paterson     | Tre quarti ala     | 30 marzo 1978     | 76   | Gloucester       |
| Rory Lamont        | Estremo            | 10 marzo 1982     | 10   | Sale Sharks      |
| Hugo Southwell     | Estremo            | 14 maggio 1980    | 31   | Edimburgo        |
| Alasdair Dickinson | Pilone             | 11 settembre 1983 | 0    | Edimburgo        |

Annotazioni
1. ↑  Festuccia ha firmato con Racing Métro per la stagione 2007-2008.
2. ↑  Lo Cicero ha firmato con Racing Métro per la stagione 2007-2008.
3. ↑  Si è ritirato per infortunio il 17 agosto. Fabio Staibano era stato originariamente annunciato come suo sostituto, ma è stato a sua volta escluso per infortunio. Del Fava è stato successivamente dichiarato idoneo a giocare ed è stato riportato in squadra il 27 agosto. (Second chance for Del Fava)
4. ↑  Ha sostituito Robert Barbieri, infortunato in allenamento. ("Italy call up Orlando to replace injured Barbieri")
5. ↑  Stanojevic ha firmato con Calvisano per la stagione 2007-2008.
6. ↑  Mateus ha firmato con il Munster per la stagione 2007-2008.
7. ↑  A causa di infortunio, l'11 settembre viene sostituito da Alasdair Dickinson. (Dickinson called up)
8. ↑  L'11 settembre, giorno del suo 24º compleanno, Alasdair Dickinson è stato convocato dalla nazionale scozzese per sostituire l'infortunato Allan Jacobsen. (Dickinson called up)

## Girone D

### Argentina
C.T.:  Marcelo Loffreda
Lista dei convocati resa nota il 28 luglio 2007.
| Giocatore                      | Posizione          | Data di nascita   | Caps | Club/provincia |
| ------------------------------ | ------------------ | ----------------- | ---- | -------------- |
| Eusebio Guiñazú                | Tallonatore        | 15 gennaio 1982   | 12   | Agen           |
| Mario Ledesma                  | Tallonatore        | 17 maggio 1973    | 59   | Clermont       |
| Alberto Vernet Basualdo        | Tallonatore        | 8 giugno 1982     | 4    | Alumni         |
| Marcos Ayerza                  | Pilone             | 12 gennaio 1983   | 13   | Leicester      |
| Santiago González Bonorino     | Pilone             | 5 maggio 1975     | 13   | Capitolina     |
| Omar Hasan                     | Pilone             | 21 aprile 1971    | 58   | Tolosa         |
| Rodrigo Roncero                | Pilone             | 16 febbraio 1977  | 20   | Stade français |
| Martín Scelzo                  | Pilone             | 5 febbraio 1976   | 34   | Clermont       |
| Patricio Albacete              | Seconda linea      | 9 febbraio 1981   | 18   | Tolosa         |
| Rimas Álvarez Kairelis         | Seconda linea      | 22 luglio 1974    | 31   | Perpignano     |
| Carlos Ignacio Fernández Lobbe | Seconda linea      | 20 novembre 1974  | 57   | Sale Sharks    |
| Esteban Lozada                 | Seconda linea      | 8 gennaio 1982    | 4    | CASI           |
| Martín Alberto Durand          | Terza linea ala    | 30 maggio 1976    | 49   | Montpellier    |
| Lucas Ostiglia                 | Terza linea ala    | 3 maggio 1976     | 27   | Agen           |
| Juan Martín Fernández Lobbe    | Terza linea ala    | 19 novembre 1981  | 14   | Sale Sharks    |
| Martín Schusterman             | Terza linea ala    | 13 settembre 1975 | 15   | Leeds Tykes    |
| Juan Manuel Leguizamón         | Terza linea centro | 6 giugno 1983     | 16   | London Irish   |
| Gonzalo Longo                  | Terza linea centro | 14 marzo 1974     | 44   | Clermont       |
| Nicolás Fernández Miranda      | Mediano di mischia | 25 novembre 1972  | 41   | Hindú          |
| Agustín Pichot                 | Mediano di mischia | 22 agosto 1974    | 65   | Stade français |
| Juan Martín Hernández          | Mediano d'apertura | 7 agosto 1982     | 21   | Stade français |
| Federico Todeschini            | Mediano d'apertura | 8 agosto 1975     | 15   | Montpellier    |
| Felipe Contepomi               | Tre quarti centro  | 20 agosto 1977    | 51   | Leinster       |
| Manuel Contepomi               | Tre quarti centro  | 20 agosto 1977    | 30   | Club Newman    |
| Hernán Senillosa               | Tre quarti centro  | 1 ottobre 1977    | 16   | Hindú          |
| Gonzalo Tiesi                  | Tre quarti centro  | 24 aprile 1985    | 10   | London Irish   |
| Horacio Agulla                 | Tre quarti ala     | 22 ottobre 1984   | 5    | Hindú          |
| Lucas Borges                   | Tre quarti ala     | 17 febbraio 1980  | 18   | Stade français |
| Federico Martín Aramburú       | Tre quarti ala     | 20 gennaio 1980   | 12   | Perpignano     |
| Ignacio Corleto                | Estremo            | 21 giugno 1978    | 29   | Stade français |
| Federico Serra Miras           | Estremo            | 3 ottobre 1979    | 7    | San Isidro     |

### Francia
C.T.:  Bernard Laporte
Lista dei convocati resa nota il 14 giugno 2007.
| Giocatore               | Posizione          | Data di nascita   | Caps | Club/provincia   |
| ----------------------- | ------------------ | ----------------- | ---- | ---------------- |
| Sébastien Bruno         | Tallonatore        | 26 agosto 1974    | 22   | Sale Sharks      |
| Raphaël Ibañez          | Tallonatore        | 17 febbraio 1973  | 92   | Wasps            |
| Dimitri Szarzewski      | Tallonatore        | 26 gennaio 1983   | 16   | Stade français   |
| Nicolas Mas             | Pilone             | 25 maggio 1980    | 10   | Perpignano       |
| Olivier Milloud         | Pilone             | 9 dicembre 1975   | 45   | Bourgoin-Jallieu |
| Jean-Baptiste Poux      | Pilone             | 26 settembre 1979 | 14   | Tolosa           |
| Pieter de Villiers      | Pilone             | 3 luglio 1972     | 64   | Stade français   |
| Sébastien Chabal        | Seconda linea      | 8 dicembre 1977   | 31   | Sale Sharks      |
| Lionel Nallet           | Seconda linea      | 14 settembre 1976 | 28   | Castres          |
| Fabien Pelous           | Seconda linea      | 7 dicembre 1973   | 113  | Tolosa           |
| Jérôme Thion            | Seconda linea      | 2 dicembre 1977   | 36   | Biarritz         |
| Serge Betsen            | Terza linea ala    | 25 marzo 1974     | 58   | Biarritz         |
| Thierry Dusautoir       | Terza linea ala    | 18 novembre 1981  | 5    | Tolosa           |
| Rémy Martin             | Terza linea ala    | 10 agosto 1979    | 18   | Stade français   |
| Yannick Nyanga          | Terza linea ala    | 19 dicembre 1983  | 21   | Tolosa           |
| Julien Bonnaire         | Terza linea centro | 20 settembre 1978 | 31   | Clermont         |
| Imanol Harinordoquy     | Terza linea centro | 20 febbraio 1980  | 41   | Biarritz         |
| Jean-Baptiste Élissalde | Mediano di mischia | 23 novembre 1977  | 23   | Tolosa           |
| Pierre Mignoni          | Mediano di mischia | 28 febbraio 1977  | 25   | Clermont         |
| Lionel Beauxis          | Mediano d'apertura | 24 ottobre 1985   | 6    | Stade français   |
| Frédéric Michalak       | Mediano d'apertura | 16 ottobre 1982   | 44   | Tolosa           |
| Yannick Jauzion         | Tre quarti centro  | 28 luglio 1978    | 44   | Tolosa           |
| David Marty             | Tre quarti centro  | 30 ottobre 1982   | 13   | Perpignano       |
| David Skrela            | Tre quarti centro  | 2 marzo 1979      | 8    | Stade français   |
| Damien Traille          | Tre quarti centro  | 12 giugno 1979    | 53   | Biarritz         |
| Vincent Clerc           | Tre quarti ala     | 7 maggio 1981     | 22   | Tolosa           |
| Christophe Dominici     | Tre quarti ala     | 20 maggio 1972    | 62   | Stade français   |
| Cédric Heymans          | Tre quarti ala     | 20 luglio 1978    | 32   | Tolosa           |
| Aurélien Rougerie       | Tre quarti ala     | 26 settembre 1980 | 46   | Clermont         |
| Clément Poitrenaud      | Estremo            | 20 maggio 1982    | 28   | Tolosa           |

I seguenti giocatori sono in riserva in caso di infortunio.
| Giocatore                 | Posizione          | Data di nascita   | Caps | Club/provincia   |
| ------------------------- | ------------------ | ----------------- | ---- | ---------------- |
| Benjamin Kayser           | Tallonatore        | 26 luglio 1984    | 0    | Leicester        |
| Laurent Emmanuelli        | Pilone             | 19 settembre 1976 | 0    | Clermont         |
| Pascal Papé               | Seconda linea      | 5 dicembre 1980   | 18   | Castres          |
| Grégory Lamboley          | Seconda linea      | 12 gennaio 1982   | 13   | Tolosa           |
| Olivier Magne             | Terza linea ala    | 11 aprile 1973    | 90   | London Irish     |
| Dimitri Yachvili          | Mediano di mischia | 19 settembre 1980 | 32   | Biarritz         |
| Benjamin Boyet            | Mediano d'apertura | 8 agosto 1979     | 3    | Bourgoin-Jallieu |
| Brian Liebenberg          | Tre quarti centro  | 19 settembre 1979 | 12   | Stade français   |
| Jean-Philippe Grandclaude | Tre quarti centro  | 4 agosto 1982     | 3    | Perpignano       |

### Georgia
C.T.:  Malkhaz Cheishvili
Lista dei convocati resa nota il 9 agosto 2007.
| Giocatore              | Posizione          | Data di nascita   | Caps | Club/provincia     |
| ---------------------- | ------------------ | ----------------- | ---- | ------------------ |
| Akvsenti Giorgadze     | Tallonatore        | 4 giugno 1976     | 47   | Castres            |
| David Khinchaguishvili | Pilone             | 24 luglio 1982    | 15   | Bourgoin-Jallieu   |
| Avtandil Kopaliani     | Pilone             | 13 giugno 1982    | 19   | Montauban          |
| Mamuka Magrakvelidze   | Pilone             | 12 agosto 1977    | 18   | Racing 92          |
| Goderdzi Shvelidze     | Pilone             | 17 aprile 1978    | 37   | Clermont           |
| Davit Zirakashvili     | Pilone             | 10 ottobre 1983   | 13   | Clermont           |
| Levan Datunashvili     | Seconda linea      | 18 gennaio 1983   | 19   | Montluçon          |
| Victor Didebulidze     | Seconda linea      | 4 novembre 1971   | 39   | Massy              |
| Zurab Mtchedlishvili   | Seconda linea      | 22 ottobre 1971   | 44   | Figeac             |
| Mamuka Gorgodze        | Seconda linea      | 14 luglio 1984    | 23   | Montpellier        |
| Ilia Zedguinidze       | Seconda linea      | 20 gennaio 1977   | 46   | Auch               |
| George Chkhaidze       | Terza linea ala    | 19 agosto 1981    | 20   | Massy              |
| Gia Labadze            | Terza linea ala    | 21 settembre 1973 | 45   | Tolone             |
| Ilia Maissuradze       | Terza linea ala    | 1 luglio 1977     | 16   | Nantes             |
| Zviad Maissuradze      | Terza linea ala    | 28 ottobre 1980   | 19   | Locomotivi Tbilisi |
| Rati Urushadze         | Terza linea ala    | 22 settembre 1975 | 22   | Nice               |
| Besso Udessiani        | Terza linea centro | 14 marzo 1979     | 26   | Chalon             |
| Irakli Abuseridze      | Mediano di mischia | 25 novembre 1977  | 44   | RC Orléans         |
| Meko Kvirikashvili     | Mediano di mischia | 27 dicembre 1983  | 20   | Pau                |
| Bidzina Samkharadze    | Mediano di mischia | 2 ottobre 1983    | 26   | Farul Constanța    |
| Otar Barkalaia         | Mediano d'apertura | 17 febbraio 1984  | 23   | Figeac             |
| Paliko Jimsheladze     | Mediano d'apertura | 8 luglio 1975     | 56   | Arras Fed 1        |
| Revaz Gigauri          | Tre quarti centro  | 9 maggio 1984     | 11   | Montluçon          |
| Irakli Giorgadze       | Tre quarti centro  | 26 dicembre 1982  | 27   | Bourgoin-Jallieu   |
| Davit Kacharava        | Tre quarti centro  | 16 gennaio 1985   | 12   | Bastia             |
| Malkhaz Urjukashvili   | Tre quarti centro  | 24 settembre 1980 | 21   | Aurillac           |
| Giorgi Elizbarashvili  | Tre quarti ala     | 21 gennaio 1984   | 14   | Krasny Yar         |
| Otar Eloshvili         | Tre quarti ala     | 15 novembre 1978  | 9    | Arras Fed 1        |
| Besik Khamashuridze    | Tre quarti ala     | 14 agosto 1977    | 49   | Cannes             |
| Irakli Machkhaneli     | Tre quarti ala     | 18 luglio 1981    | 24   | Mont-de-Marsan     |
| George Shkinini        | Tre quarti ala     | 7 marzo 1983      | 19   | Blois              |

### Irlanda
C.T.:  Eddie O'Sullivan
Lista dei convocati resa nota il 12 agosto 2007.
| Giocatore           | Posizione          | Data di nascita   | Caps | Club/provincia |
| ------------------- | ------------------ | ----------------- | ---- | -------------- |
| Simon Best          | Pilone             | 11 febbraio 1978  | 19   | Ulster         |
| John Hayes          | Pilone             | 2 novembre 1973   | 74   | Munster        |
| Marcus Horan        | Pilone             | 7 settembre 1977  | 46   | Munster        |
| Bryan Young         | Pilone             | 6 novembre 1981   | 8    | Ulster         |
| Rory Best           | Tallonatore        | 15 agosto 1982    | 13   | Ulster         |
| Jerry Flannery      | Tallonatore        | 17 ottobre 1978   | 16   | Munster        |
| Frankie Sheahan     | Tallonatore        | 27 agosto 1976    | 28   | Munster        |
| Donncha O'Callaghan | Seconda linea      | 23 marzo 1979     | 35   | Munster        |
| Paul O'Connell      | Seconda linea      | 20 ottobre 1979   | 44   | Munster        |
| Malcolm O'Kelly     | Seconda linea      | 19 luglio 1974    | 86   | Leinster       |
| Neil Best           | Terza linea ala    | 3 aprile 1979     | 13   | Ulster         |
| Simon Easterby      | Terza linea ala    | 21 luglio 1975    | 57   | Scarlets       |
| Stephen Ferris      | Terza linea ala    | 2 settembre 1985  | 4    | Ulster         |
| Alan Quinlan        | Terza linea ala    | 13 luglio 1974    | 25   | Munster        |
| David Wallace       | Terza linea ala    | 8 luglio 1976     | 37   | Munster        |
| Denis Leamy         | Terza linea centro | 27 novembre 1981  | 22   | Munster        |
| Isaac Boss          | Mediano di mischia | 9 aprile 1980     | 9    | Ulster         |
| Eoin Reddan         | Mediano di mischia | 20 novembre 1980  | 3    | Wasps          |
| Peter Stringer      | Mediano di mischia | 13 dicembre 1977  | 76   | Munster        |
| Ronan O'Gara        | Mediano d'apertura | 7 marzo 1977      | 72   | Munster        |
| Paddy Wallace       | Mediano d'apertura | 27 agosto 1979    | 5    | Ulster         |
| Gordon D'Arcy       | Tre quarti centro  | 10 febbraio 1980  | 31   | Leinster       |
| Gavin Duffy         | Tre quarti centro  | 18 settembre 1981 | 7    | Connacht       |
| Brian O'Driscoll    | Tre quarti centro  | 21 gennaio 1979   | 75   | Leinster       |
| Brian Carney        | Tre quarti ala     | 23 luglio 1976    | 3    | Munster        |
| Denis Hickie        | Tre quarti ala     | 13 febbraio 1976  | 58   | Leinster       |
| Shane Horgan        | Tre quarti ala     | 18 luglio 1978    | 55   | Leinster       |
| Andrew Trimble      | Tre quarti ala     | 20 ottobre 1984   | 16   | Ulster         |
| Girvan Dempsey      | Estremo            | 2 ottobre 1975    | 74   | Leinster       |
| Geordan Murphy      | Estremo            | 19 aprile 1978    | 49   | Leicester      |

### Namibia
C.T.:  Hakkies Husselman
Lista dei convocati resa nota il 18 luglio 2007.
| Giocatore             | Posizione          | Data di nascita   | Caps | Club/provincia      |
| --------------------- | ------------------ | ----------------- | ---- | ------------------- |
| Hugo Horn             | Tallonatore        | 9 maggio 1977     | 31   | Border Bulldogs     |
| Johannes Meyer        | Tallonatore        | 19 febbraio 1981  |      | Wanderers           |
| Jané du Toit          | Pilone             | 2 ottobre 1975    | 20   | Boland Cavaliers    |
| Kees Lensing          | Pilone             | 1 giugno 1978     | 15   | Natal Sharks        |
| Johnny Redelinghuys   | Pilone             | 7 febbraio 1984   | 8    | Kimberley Tech      |
| Marius Visser         | Pilone             | 24 aprile 1982    | 17   | Border Bulldogs     |
| Nico Esterhuyse       | Seconda linea      | 5 marzo 1984      | 26   | Maties RC           |
| Domingo Kamonga       | Seconda linea      | 3 marzo 1974      |      | United Rugby Club   |
| Uakazuwaka Kazombiaze | Seconda linea      | 25 gennaio 1979   |      | Western Suburbs     |
| Heino Senekal         | Seconda linea      | 20 ottobre 1975   | 24   | Cornish Pirates     |
| Herman Lintvelt       | Terza linea ala    | 6 settembre 1976  | 30   | United Rugby Club   |
| Michael MacKenzie     | Terza linea ala    | 13 settembre 1983 | 5    | United Rugby Club   |
| Jacques Nieuwenhuis   | Terza linea ala    | 23 marzo 1980     | 20   | Valke               |
| Jacques Burger        | Terza linea centro | 29 luglio 1983    | 12   | Aurillac            |
| Tinus du Plessis      | Terza linea centro | 20 maggio 1984    | 26   | Maties RC           |
| Eugene Jantjies       | Mediano di mischia | 10 agosto 1986    | 28   | Western Suburbs     |
| Jurie van Tonder      | Mediano di mischia | 9 aprile 1980     |      | United Rugby Club   |
| Morné Schreuder       | Mediano d'apertura | 5 settembre 1979  |      | Wanderers           |
| Emile Wessels         | Mediano d'apertura | 27 giugno 1979    |      | Tuggeranong Vikings |
| Lu-Wayne Botes        | Tre quarti centro  | 18 gennaio 1978   | 7    | JHB University      |
| Du Preez Grobler      | Tre quarti centro  | 8 giugno 1977     | 23   | United Rugby Club   |
| Bratley Langenhoven   | Tre quarti centro  | 3 dicembre 1983   | 1    | Pukke               |
| Corne Powell          | Tre quarti centro  | 27 maggio 1974    | 25   | Windhoek United     |
| Piet van Zyl          | Tre quarti centro  | 14 maggio 1979    |      | Boland Cavaliers    |
| Melrick Africa        | Tre quarti ala     | 18 gennaio 1978   | 19   | Reho Falcons        |
| John Drotsky          | Tre quarti ala     | 6 giugno 1984     | 0    | Reho Falcons        |
| Deon Mouton           | Tre quarti ala     | 29 novembre 1974  | 23   | Reho Falcons        |
| Ryan Witbooi          | Tre quarti ala     | 7 settembre 1985  | 10   | Western Suburbs     |
| Heini Bock            | Estremo            | 28 dicembre 1981  | 11   | Reho Falcons        |
| Tertius Losper        | Estremo            | 22 novembre 1985  | 5    | Western Suburbs     |

Annotazioni
1. 1 2  Il 15 ottobre, a causa di un infortunio, Mario Ledesma è stato costretto a ritirarsi dalla rosa per la partita per il terzo posto contro la Francia, è stato sostituito da Eusebio Guiñazú. (Argentina call up replacement)
2. ↑  Ha sostituito Martín Gaitán, costretto a ritirarsi dalla squadra il 18 agosto dopo che si è scoperto avere un'arteria del cuore bloccata. (Gaitán out of hospital and World Cup)
3. ↑  Il 30 agosto ha sostituito José María Núñez Piossek, costretto a ritirarsi dalla squadra a causa di un infortunio. (Otro golpe para los Pumas)
4. ↑  Il 20 agosto ha preso il posto di Sylvain Marconnet, fuori a causa di un infortunio. (Prop Marconnet to miss World Cup)
5. ↑  Il 21 giugno ha preso il posto di Elvis Vermeulen, fuori per infortunio. (Dusautoir in as Elvis leaves the building)